# Бронино (Вологодская область)
Бронино — деревня в Устюженском районе Вологодской области.
Входит в состав Никольского сельского поселения, с точки зрения административно-территориального деления — в Никольский сельсовет.
Расстояние по автодороге до районного центра Устюжны — 33 км, до центра муниципального образования деревни Никола — 5 км. Ближайшие населённые пункты — Емельяниха, Костьяново, Петрово.
По переписи 2002 года население — 10 человек.